# Fauber
Fauber war eine US-amerikanische Automarke.

## Markengeschichte
William Harrison hatte bereits 1903 Erfahrungen bei der Marr Auto-Car Company gesammelt. Er hatte ein Büro in New York City und entwickelte 1913 zwei Fahrzeuge. Die Produktion fand 1914 zusammen mit der Cyclecar Engineering Company in Indianapolis in Indiana statt. Der Markenname lautete Fauber. Im gleichen Jahr endete die Produktion.

## Fahrzeuge
Das Bi-Car war ein Einspurwagen. Der Fahrzeugrahmen ähnelte den damaligen Rahmen von Motorrädern. Da das Fahrzeug nur zwei Räder hatte, war eine Vorrichtung angebracht, die das Umkippen im Stand verhinderte. Eine Quelle meint, es waren Stützräder, eine andere gibt Federn an, die den Boden erreichten. Das Fahrgestell hatte 168 cm Radstand. Die offene Karosserie des Runabouts hatte eine oder zwei Türen und bot Platz für zwei Personen hintereinander. Gelenkt wurde mit einem Lenkrad. Ein Zweizylindermotor mit 8 PS Leistung war vor dem Hinterrad angeordnet und trieb dieses an. Der Neupreis betrug 295 US-Dollar für ein Komplettfahrzeug. Es war auch als Kit Car für 195 Dollar erhältlich.
Das Auto-Cyclecar war ein richtiges Automobil mit vier Rädern. Das Fahrgestell hatte 203 cm Radstand und die für die USA übliche Spurweite von 142 cm. Der Motor entsprach dem erstgenannten Modell. Das Fahrzeug war ebenfalls als Runabout karosseriert. Das Leergewicht betrug 227 kg. Damit galt das Fahrzeug als Cyclecar. Auf gleicher Basis gab es auch einen leichten Lieferwagen, der nur 112 cm Spurweite hatte.

## Modellübersicht
| Jahr | Modell        | Zylinder | Leistung (PS) | Radstand (cm) | Aufbau                         |
| ---- | ------------- | -------- | ------------- | ------------- | ------------------------------ |
| 1914 | Bi-Car        | 2        | 8             | 168           | Tandem Two-Seater              |
| 1914 | Auto-Cyclecar | 2        | 8             | 203           | Runabout, Leichter Lieferwagen |